# Darnicja
A Darnicja (ukránul: Дарниця) ukrán gyógyszeripari vállalat.
1930-ban létrehozták az Ukrán Kísérleti Endokrinológiai Intézet kijevi fiókját, amely 1932-ben gyártotta az első gyógyszereket. Különösen a hematogént (folyékony és tabletták). 1938-ban új gyártóépületeket helyeztek üzembe, és 1940-re a gyártási kapacitás 4 millió termékegységet tett ki, pénzben kifejezve mintegy 5 millió rubelt.
A második világháború idején az üzemet az Urálba evakuálták. 1950-ben gyakorlatilag helyreállították a kijevi vállalkozást, és 1952-re a kapacitást 15,19 millió darabra növelték. 1954-ben az intézet fióktelepét átszervezték Darnicja Vegyi- és Gyógyszergyárrá. Eleinte injekciós oldatok ampullákban való előállítására szakosodott. Az 1960-as években üzembe helyeztek egy 300 millió ampulla kapacitású üvegfúvó gyárat.
1993-ban a Darnicja kollektív vállalkozássá alakult. A társaság 1994-ben zárt részvénytársasággá (CJSC), 2012-től zártkörű részvénytársasággá (PrJSC) alakult.